# Szlak Wzgórz Świętojańskich

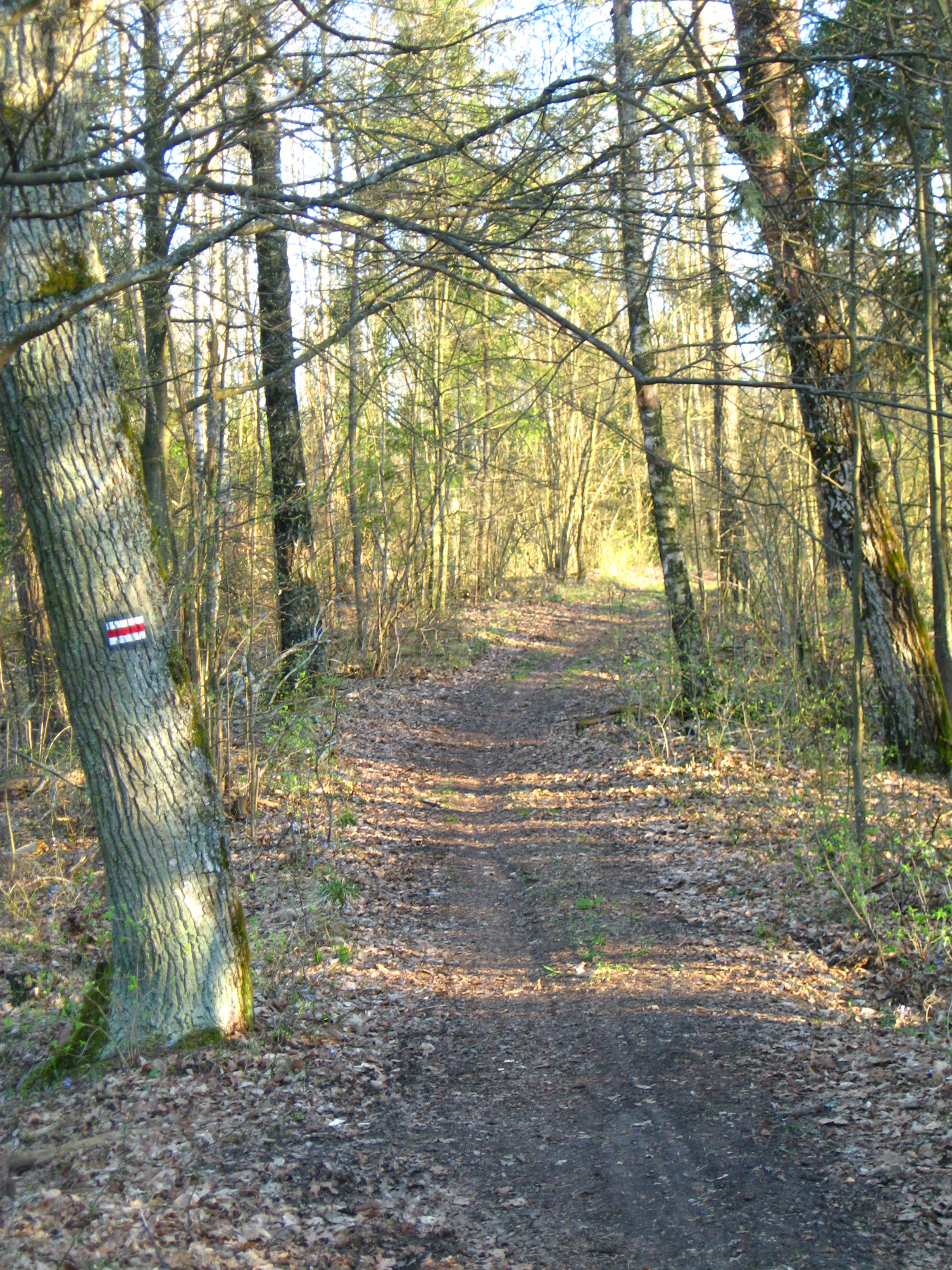

Szlak Wzgórz Świętojańskich zwany również Szlakiem Świętojańskim – pieszy szlak turystyczny w województwie podlaskim przebiegający przez gminy: Michałowo, Gródek i Supraśl. Szlak ma 27 km długości i jest oznakowany kolorem czerwonym. 

## Przebieg szlaku
Sokole – Stanek – Świnobród – Downiewo – Królowy Most – wzdłuż rzeki Płoski – Wzgórza Świętojańskie – Cieliczanka – Supraśl
Szlak o wybitnych walorach krajoznawczych. Rozpoczyna się we wsi Sokole, przez którą przechodzi linia kolejowa Białystok – Zubki Białostockie, dziś już nieczynna dla przewozów pasażerskich. Szlak kolejowy został zamknięty 2 kwietnia 2000 roku. Wzdłuż drogi do gajówki Świnobród w dawnej leśniczówce Stanek jest staw na rzece Świnobródce. Po dwóch kilometrach drogi dochodzi się do miejsca, gdzie była gajówka Świnobród. Obie miejscowości Stanek i Świnobród wchodziły w skład dóbr Chodkiewiczów w XVI wieku. 

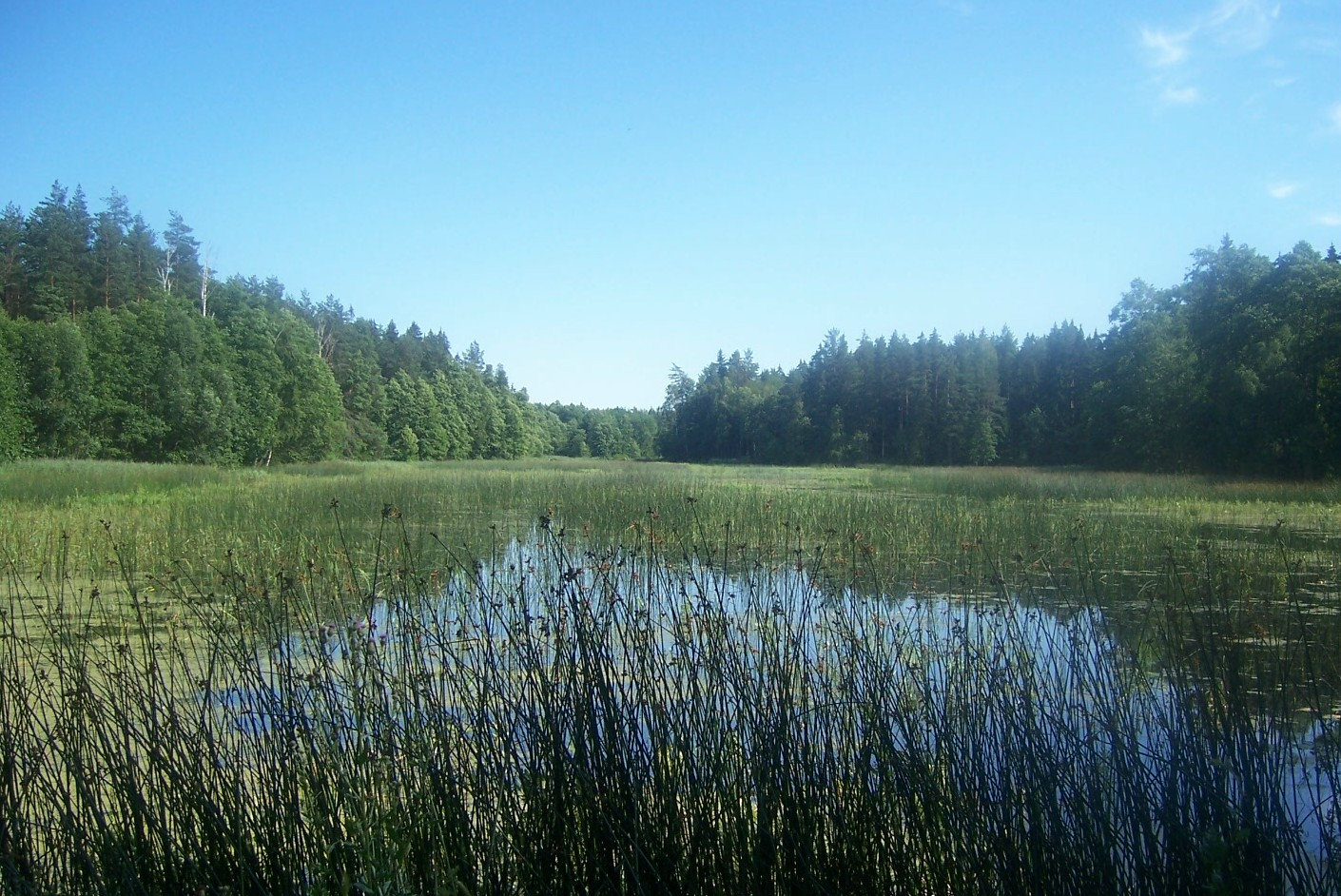
Widok na Szlaku Wzgórz Świętojańskich – staw w Świnobrodzie utworzony na rzece Świnobródka. Lipiec 2006.

Gajówka Świnobród to dawny dwór ziemiański wraz z zespołem parkowym i zabudowaniami dworskim, czworakami dworu Majdan (mieszkaniami służby) zamieniony później na mieszkania należące do Nadleśnictwa Żednia, a następnie na stanicę harcerską. Aktualnie już budynek dworu nie istnieje, rozebrany został w 2004 roku. Obok staw utworzony przez tamę na Świnobródce. 
Dalej szlak biegnie przez las (między innymi obok wyludnionej wsi Majdan – gdzie są pozostałości budynków, układów alei i sadów), przez morenę zwaną Górą Majdańską do Downiewa.
W Downiewie (wsi powstałej w XVIII wieku) warto zobaczyć drewniane krzyże przydrożne. Z Downiewa szlak wiedzie do Królowego Mostu – miejscowości letniskowej, gdzie można obejrzeć cerkiew prawosławną i kapliczkę. 

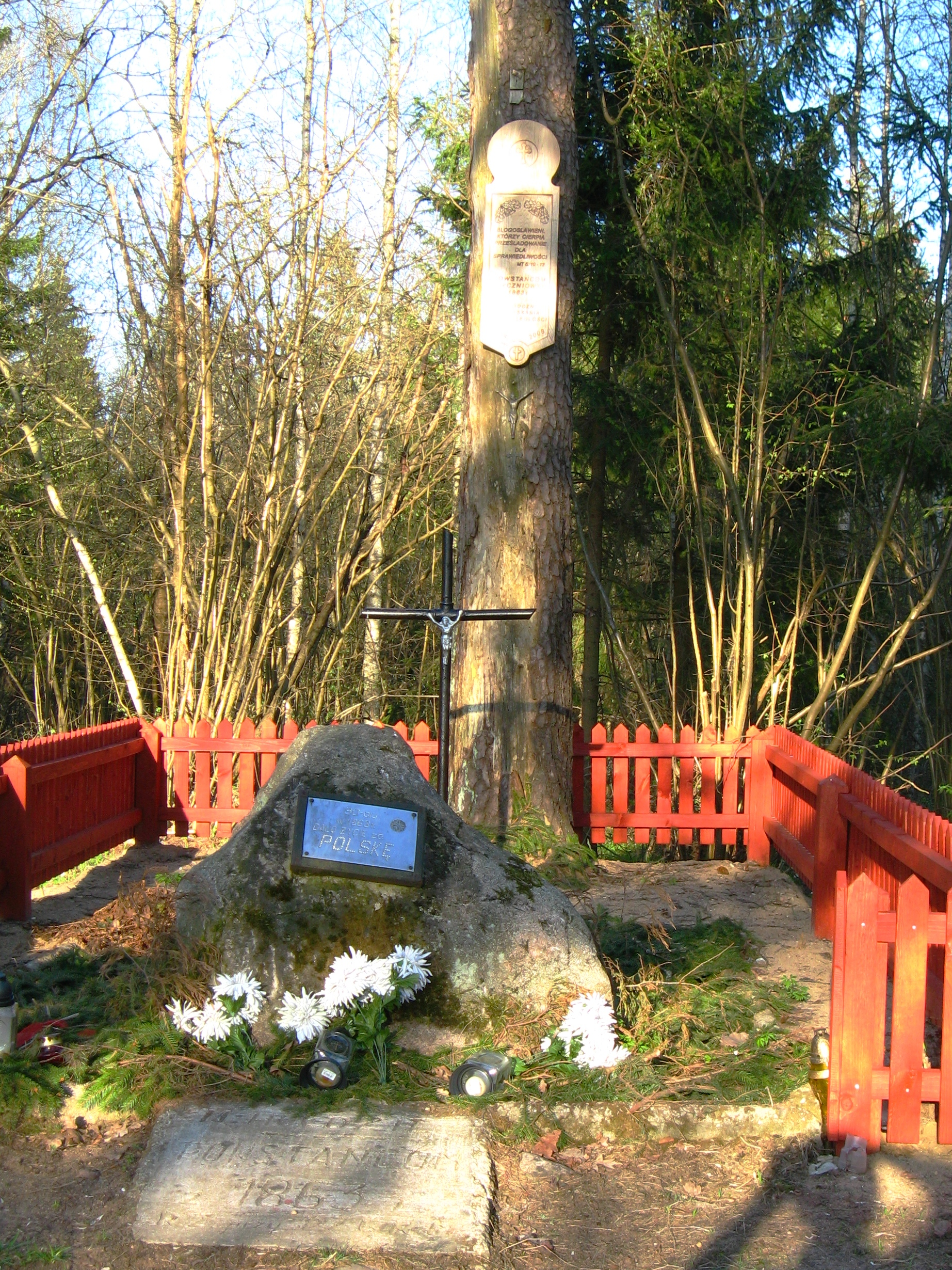
Kapliczka powstańców

Przy kapliczce (o której legenda mówi, że powstała obok miejsca kaźni bliżej niesprecyzowanych bojowników o wolność – najprawdopodobniej powstańców styczniowych, niemniej jednak według innych mieszkańców mieli tu być pochowani Rosjanie) i cmentarzach (katolickim i prawosławnym) szlak skręca w lewo w las.

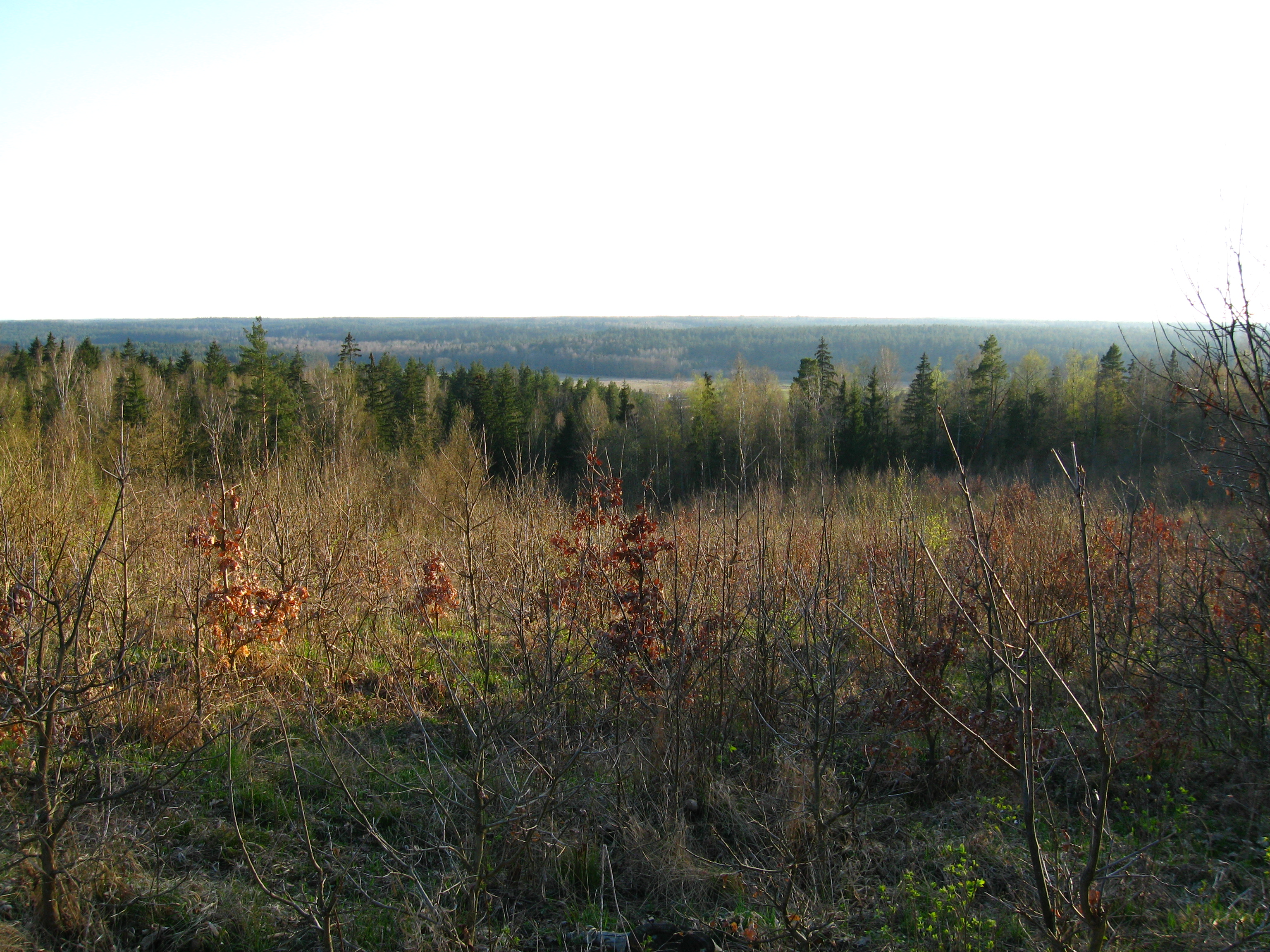
Widok z wzniesienia „Kopna Góra”

Biegnie przez Wzgórza Świętojańskie – najwyższe wzniesienia morenowe Puszczy Knyszyńskiej. Atrakcją szlaku są śródleśne jeziora, strumienie i miejsca pamięci narodowej oraz jedne z najwyższych wzniesień Wzgórz – góra znana pod nazwą: Świętego Jana (209 m n.p.m.) Na szczycie tej góry jest głaz z pamiątkową tablicą i krzyż na starej sośnie ku pamięci kaźni powstańców styczniowych, walczących na tych terenach.
Na szlaku warto zauważyć drzewostany iglaste: sosny i świerku (szczególnie odmianę sosny zwanej supraską lub masztową – nazwa taka się przyjęła, gdyż w dawniejszych czasach ta sosna była chętnie wykorzystywana na maszty do statków ze względu na swoją wysokość, strzelistość, brak sęków). 
Również można spotkać tu wiele gatunków roślin chronionych i rzadkich rosnących w naturalnym stanie: sasanki, widłaki, rosiczki, zawilce i inne. Gniazdują tu: bocian czarny, żuraw, orlik krzykliwy, dzięcioł trójpalczasty, kruk, jarząbek, cietrzew, głuszec. Spotkać tu można również: jelenie, żubry, rysie, wilki, łosie, borsuki, jenoty. 
Szlak wiedzie do Supraśla, miasta założonego w 1500 roku przez mnichów prawosławnych przybyłych z Gródka.

## Dojazd do Sokola
- autobusem PKS z Białegostoku do Michałowa przez Żednię, wysiadać przystanek PKS przy przejeździe kolejowym PKP w Żedni – stamtąd 1,8 km wzdłuż torów kolejowych do Sokolego.
- linia prywatna odjeżdżająca z Centrum Park obok dworca PKS Białystok (w kierunku na Gródek przez Michałowo) – dwukrotnie w ciągu dnia przejeżdża przez Sokole od poniedziałku do piątku.
- od 17 czerwca do 15 października 2017 r. kursuje pociąg weekendowy (sobota i niedziela) do Puszczy Knyszyńskiej relacji Białystok – Waliły. Zatrzymuje się na następujących stacjach i przystankach: Białystok Fabryczny, Kuriany, Zajezierce, Żednia, Sokole Białostockie i Waliły.

## Powrót z Supraśla
- autobus PKS z Supraśla do Białegostoku,
- autobus KZK do Białegostoku,
- możliwość dojazdu do Krynek, Sokółki.